# Lino Ertani
Don Lino Ertani foi um historiador e sacerdote italiano que estudou a cultura e o dialeto Walser da região do Valle Camonica.
Foi ordenado sacerdote em 1954, completando seus estudos no Seminário Vescovile de Brescia. Exerceu seu ministério nas paroquia de Vezza, Sonico, Ceto e Darfo.
Nos anos setenta publicou um compendio com os bòtes (lendas locais) da região de Val Camonica.

## Obras
- Amore e matrimonio in Valle Camonica: usi e costumi, letteratura e folklore, 1976;[6]
- Bote de Al Camonega, 1979;[7]
- Vita camuna d' un tempo, Litotipografia San Marco, Esine, 1979; [6]
- Dizionario del dialetto camuno e toponomastica, 1980; [6]
- Preghiere popolari camune, 1980;[8]
- La Valle Camonica attraverso la storia, Tipolitografia Valgrigna, Esine, 1996.[9] [6]

## Ligação externa
- Maraèa, o arquivo da memória de Valle Camonica. Video da entrevista de Don Lino Ertani, enquanto pároco de Darfo em 1983, comentando sobre a festa de São Faustino.